# Stazione di San Giacomo di Spoleto
La stazione di San Giacomo di Spoleto era una fermata ferroviaria nella frazione di San Giacomo di Spoleto, sulla ferrovia Roma-Ancona.

## Movimento
Al 2007 l'impianto, costituito del solo binario di corsa, risultava frequentato da un traffico giornaliero medio di 5 persone.
La fermata, già da tempo in disuso e sprovvista dei normali servizi (i treni vi fermavano soltanto su richiesta), è stata definitivamente soppressa il 30 dicembre 2020 in seguito all'attivazione di una variante di tracciato in galleria contestualmente ai lavori di raddoppio della tratta Spoleto-Campello.

## Galleria d'immagini

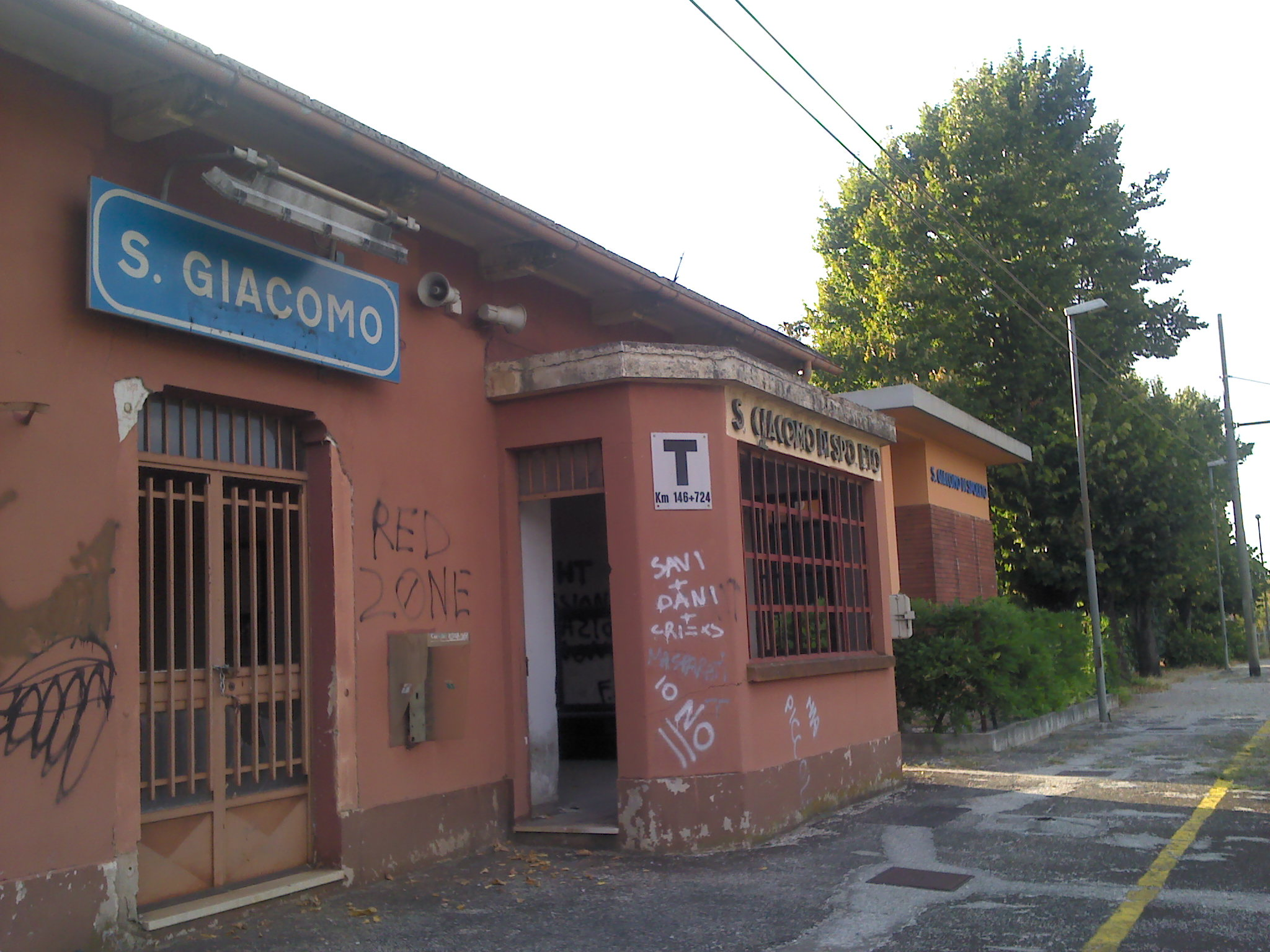
Stazione di San Giacomo
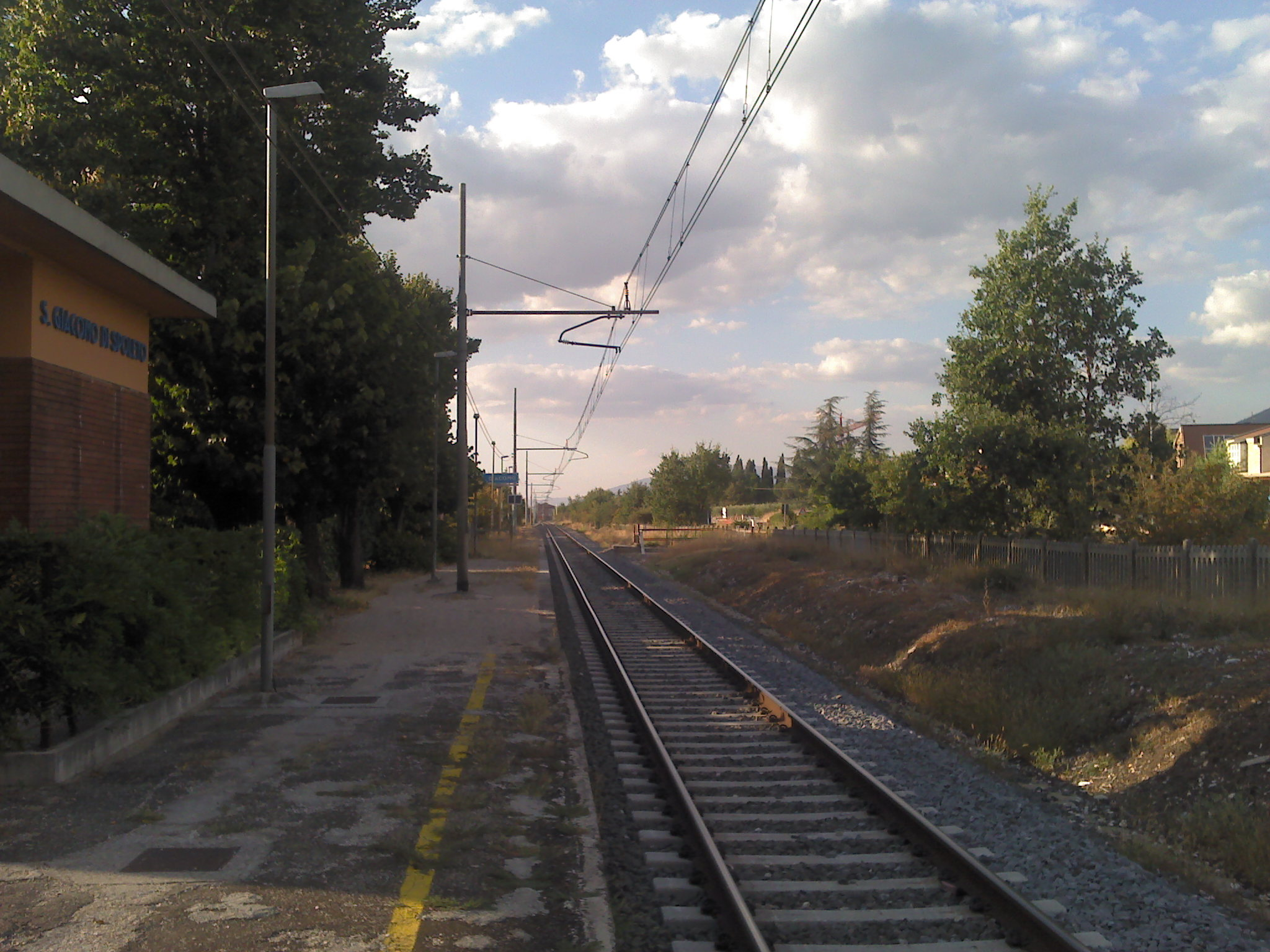
La linea Roma-Ancona vista dalla stazione di San Giacomo di Spoleto